# Seagrove
Seagrove est une ville américaine située dans le comté de Randolph dans l'État de Caroline du Nord. Sa population s’élevait à 228 habitants lors du recensement de 2010.

## Démographie
| 1920 | 1930 | 1940 | 1950 | 1960 | 1970 |
| ---- | ---- | ---- | ---- | ---- | ---- |
| 189  | 245  | 316  | 319  | 323  | 354  |

| 1980 | 1990 | 2000 | 2010 | - | - |
| ---- | ---- | ---- | ---- | - | - |
| 294  | 244  | 246  | 228  | - | - |

## Source
- (en) Cet article est partiellement ou en totalité issu de l’article de Wikipédia en anglais intitulé « Seagrove, North Carolina » (voir la liste des auteurs).